# Aron Guriewicz
Aron Jakowlewicz Guriewicz (ros. Арон Яковлевич Гуревич, ur. 12 maja 1924 w Moskwie, zm. 5 sierpnia 2006 tamże) – rosyjski historyk mediewista.
Był wykładowcą w Rosyjskiej Akademii Nauk, wybitnym specjalistą od średniowiecza europejskiego w ogóle i skandynawskiego w szczególności, a także od historii kultury. Najbardziej interesowało go antropologiczno-kulturowe i psychologiczne podejście do historii, co oznacza, że starał się odtworzyć system myślenia, system kategorii, w jakich minione epoki i ich przedstawiciele odbierali rzeczywistość. Jego bodaj najsłynniejszą pracą są Kategorie kultury średniowiecznej. Francuski historyk Jacques Le Goff zaprosił go do redagowanej przez siebie serii wydawniczej Tworzenie Europy.
23 września 1996 Uniwersytet im. Adama Mickiewicza w Poznaniu przyznał mu tytuł doktora honoris causa. od 1998 był członkiem zagranicznym Królewskiej Holenderskiej Akademii Sztuk i Nauk.
Pochowany na Cmentarzu Wostriakowskim w Moskwie.

## Publikacje w języku polskim
- Wyprawy wikingów, przeł. Stanisław Ludkiewicz, Warszawa: "Wiedza Powszechna" 1969.
- "Makrokosmos" i "Mikrokosmos" (wyobrażenia przestrzenne w średniowiecznej Europie", przeł. H. Kotarski, "Historyka" 3 (1973), s. 23-51.
- Kategorie kultury średniowiecznej przeł. Józef Dancygier, Warszawa: Państwowy Instytut Wydawniczy 1976.
- Z historii groteski. "Góra" i "Dół" w średniowiecznej literaturze łacińskiej, przeł. W. Krzemień, "Pamiętnik Literacki 70 (1979), z. 4, s. 339-354.
- Problemy średniowiecznej kultury ludowej, przeł. Zdzisław Dobrzyniecki, Warszawa: Państwowy Instytut Wydawniczy 1987
- Średniowieczny śmiech na tle strachu, przeł. Eligiusz Przechodzki, "Akcent" (1991), nr 2/3, s. 80-85.
- Kultura i społeczeństwo średniowiecznej Europy:exempla XIII wieku, Warszawa: "Volumen" - "Bellona" 1997.
- Jednostka w dziejach Europy. Średniowiecze, przeł. Zdzisław Dobrzyniecki, przedm. Jacques Le Goff, Gdańsk: "Marabut" - Warszawa: "Volumen" 2002.